# Spermacoce bahiana
Spermacoce bahiana är en måreväxtart som först beskrevs av Elsa Leonor Cabral, och fick sitt nu gällande namn av Ined.. Spermacoce bahiana ingår i släktet Spermacoce och familjen måreväxter. Inga underarter finns listade i Catalogue of Life.